# Pit stop (Formula 1)
Nelle competizioni automobilistiche di Formula 1, la sosta delle auto nei pit stop è una pratica importante e soggetta a particolari regole.

## Storia

### Gli anni cinquanta

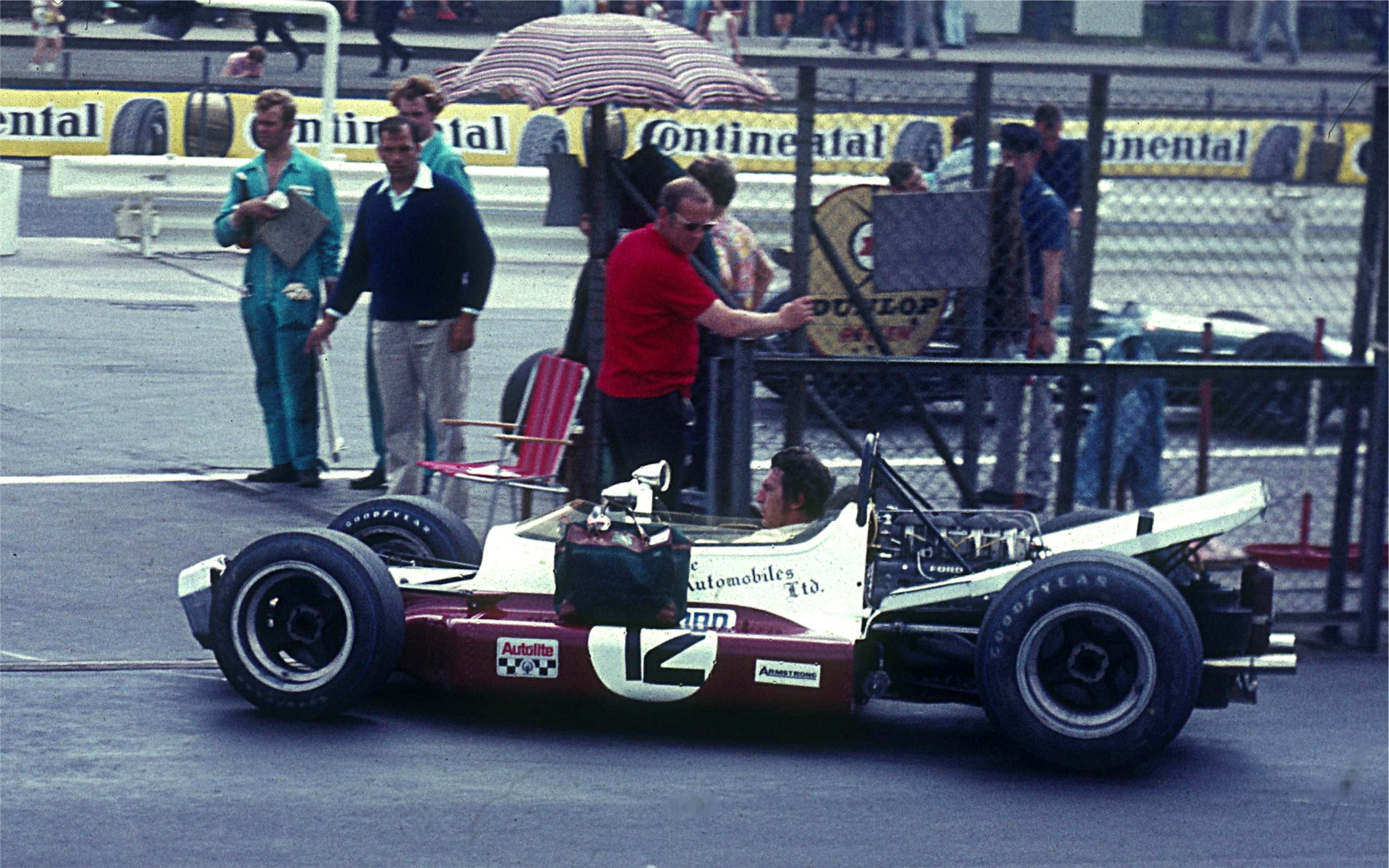
Vic Elford McLaren M7B Germany 1969

I pit stop esistono fin dai primi giorni delle corse automobilistiche, con vetture che entravano nei box per sostituire gomme e per rifornirsi di carburante. Con questo procedimento, però, si perdeva molto tempo. Dalla stagione successiva al 1955, si iniziarono a evitare i pit stop perché il carburante e le gomme bastavano per svolgere l'intera gara. A partire dal 1960 e per diversi decenni, eseguire un pit stop significava che qualcosa era andato storto con l'auto o con la strategia di gara.
In questo periodo, gli spazi dedicati al pit stop, le Pit Line, si presentavano come delle linee disegnate sull'asfalto e non come una corsia apposita separata dalla pista. I meccanici erano solo due, si usavano martelli per svitare i dadi che tenevano gli pneumatici e il team dei box aspettava dietro un muretto l'arrivo della vettura. Una volta arrivata la monoposto, si scavalcava il muretto e si procedeva al cambio gomme, al rifornimento e a eventuali riparazioni.
La categoria che includeva i meccanici e tutto il team era sempre considerata a rischio, in quanto il regolamento non prevedeva misure di sicurezza adeguate nonostante le vetture corressero oltre i 300 km/h.

### Gli anni ottanta
Nel 1982 uno dei più grandi visionari della Formula 1, Gordon Murray, ebbe un'intuizione sul peso del carburante a bordo e sul calo delle prestazioni degli pneumatici sulla distanza di gara delle vetture di Formula 1. In quel periodo Murray era direttore tecnico della Brabham, di proprietà di Bernie Ecclestone, e prese in considerazione aspetti che andavano oltre la semplice progettazione della vettura. Arrivò quindi alla conclusione che sarebbe stato più vantaggioso iniziare la gara con un carico di carburante ridotto e fare una sosta per rifornire e sostituire le gomme. Per ogni libbra di carburante, infatti, la vettura sarebbe stata più lenta di 1 decimo di secondo al giro, mentre montando delle gomme nuove si sarebbero guadagnati fino a 2,5 secondi a giro. Essendo il carburante una parte importante del peso dell'auto, una minore quantità di quest'ultimo avrebbe anche abbassato il baricentro della vettura, migliorando ulteriormente le prestazioni.
Per ottenere questi vantaggi, tuttavia, il pit stop doveva essere effettuato in pochi secondi. Murray calcolò che, per migliorare la corsa, il tempo massimo che doveva impiegare un'auto per passare nella corsia box, fermarsi nella piazzola di sosta, farsi sostituire le gomme e farsi rifornire di carburante prima di rientrare in pista doveva essere inferiore a 26 secondi.
A questo punto l'auto e l'attrezzatura doveva essere modernizzata: nel 1982, le scuderie non disponevano di mezzi per il rifornimento né di pistole meccatroniche per svitare i dadi e non si riusciva a sollevare la vettura velocemente.
Murray e il suo collega David North:
- dotarono la vettura di prese d'aria in titanio leggero per far in modo che la turbina non si surriscaldasse
- idearono un sistema per pressurizzare il carburante in fusti, cosa che rese possibile versare 130 litri in circa 3 secondi (questa pratica era molto pericolosa, tanto che nel 1984 il rifornimento in gara venne vietato)
- furono i primi a riscaldare gli pneumatici, pratica che permise di tenere le gomme a temperatura costante, così che le vetture andassero subito a pieno regime (le termocoperte ancora non esistevano). Per fare questo, Murray inventò un camino in compensato con una stufa a gas in basso, un camino in alto e piccole finestre per controllare la temperatura.

La loro scuderia aveva pianificato di provare questa strategia nel Gran Premio di Gran Bretagna del 1982, e l'arrivo delle attrezzature causò molto stupore e curiosità lungo la corsia dei box. Tuttavia, la Brabham BT50 di quell'anno non era molto affidabile ed entrambe le vetture della scuderia, guidate da Nelson Piquet e da Riccardo Patrese, non andarono abbastanza lontano per provare lo stratagemma del rifornimento.
Solo alla fine dell'anno nel Gran Premio d'Austria, Patrese arrivò abbastanza lontano in gara da fare il primo pit stop tattico della storia; purtroppo però dovette poi ritirarsi per un problema alla vettura.
I vantaggi della strategia erano comunque evidenti e, inevitabilmente, le altre scuderie si attrezzarono a loro volta.

### Dagli anni novanta

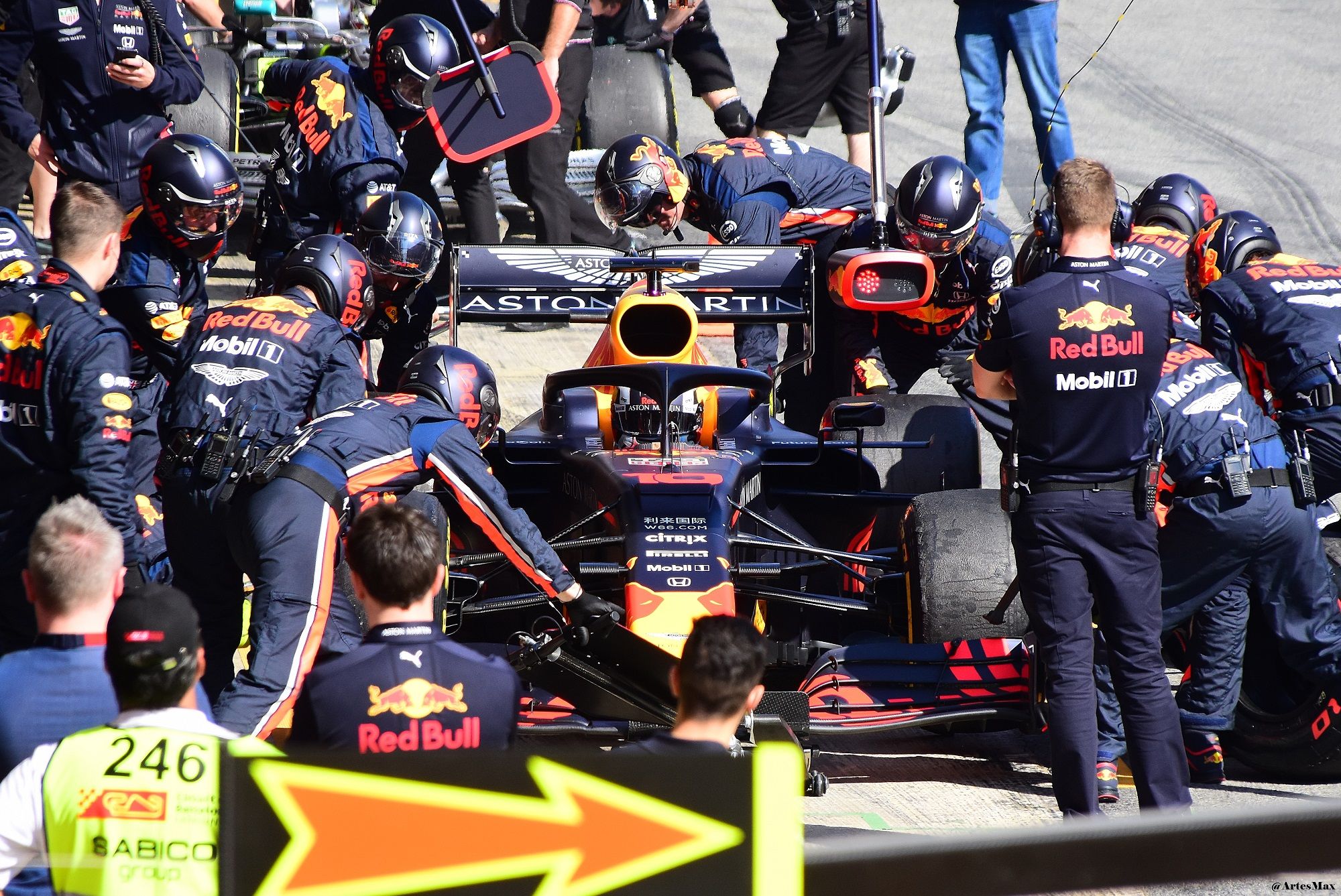
La Red Bull di Pierre Gasly nel 2019 durante i test di Formula 1 a Barcellona

Dal 1984 al 1994 fu vietato il rifornimento durante la gara perché era considerata una pratica troppo pericolosa. Dal 1994 al 2009 questa pratica fu ripresa, nonostante fosse aspramente criticata per i rischi di incendio dovuti alla fuoriuscita di carburante: ne sono un esempio le famosissime immagini di Jos Verstappen con la Benetton, nel Gran Premio di Germania; di Schumacher nel 2003  e Felipe Massa nel Gran Premio di Singapore del 2008. Quest'ultimo, che fece perdere il mondiale alla scuderia Ferrari, compì un errore madornale: partì dal Pit con il bocchettone della benzina ancora attaccato, attraversando quasi tutta la Pit-lane con il rischio che prendesse fuoco la monoposto, e venne penalizzato con un Drive-through.
In seguito a questo avvenimento, nonostante il cambiamento della norma fosse già previsto, nel 2009 venne tolto nuovamente il rifornimento in gara per questioni di sicurezza.
Dal 2010, quindi, le vetture fanno pit solo per cambiare le gomme o l'alettone. La velocità media della sosta, senza sostituzioni dell'alettone, va da sotto i 2 secondi ai 4: numeri molto significativi per gare in cui la differenze si misurano in centesimi di secondo, le piste sono strette, le vetture molto larghe e i punti di sorpasso sono pochi.

## Sicurezza nei box
A partire dal Gran Premio di Monaco del 1994 fu introdotto il limite di velocità in corsia box e venne resa obbligatoria una tuta ignifuga per tutto il team (il pilota ne era già dotato dal 1963).
Nel 2012 nel Gran Premio d'Europa a Valencia vennero varate nuove norme di sicurezza, a seguito di un'esplosione, verificatasi nel Gran Premio precedente, in cui erano rimasti feriti dei meccanici. Tutti i meccanici coinvolti nelle operazioni di rifornimento e svuotamento del carburante dovettero dotarsi di indumenti ignifughi di triplo strato come quelli dei piloti di Formula 1 e di Formula 2.
Nel 2013, dopo l'incidente con un cameraman nel Gran Premio di Germania, venne reso obbligatorio il casco per i meccanici del box e venne ridotta ulteriormente la velocità delle vetture nella pit lane dai 100 km/h agli 80 km/h.

## Innovazioni nella strategia
Nel 1998, nel Gran Premio d'Ungheria, Michael Schumacher vinse la gara con una grande strategia di tre soste, cosa mai successa prima di allora. Avendo inserito una piccola quantità di carburante nella monoposto alla prima sosta, ed essendosi fermato per primo, Schumacher perse una posizione dietro all'allora campione del mondo Jacques Villeneuve. Alla seconda tornata di pit, Schumacher ebbe però pista libera e tentò una serie di giri veloci anche detti "giri da qualifica", portando a casa un tempo talmente basso da essere appunto paragonato a un giro da sessione di qualifica. Questo gli permise di distaccare il pilota dietro e di effettuare una terza sosta mantenendo un discreto vantaggio, nonostante una sosta in più.
Sempre Schumacher mise in atto una strategia a quattro soste con la Ferrari, nel Gran Premio di Francia 2004, sbaragliando tutti gli altri piloti e i rispettivi team. Questo fu il primo impiego di una simile strategia in una competizione.

## DHL Fastest Pit Stop Award
Nella stagione 2015 venne istituito il DHL Fastest Pit Stop Award, un trofeo che premia la scuderia che nel corso della stagione effettua il maggior numero di pit stop più rapidi, fornendo una classifica generale a punti basata sulla velocità dei pit stop effettuati in ogni Gran Premio.
L'attuale scuderia campione è la Red Bull Racing, che ha ottenuto 552 punti nel mondiale 2024.
| Stagione | Scuderia vincitrice |
| -------- | ------------------- |
| 2015     | Ferrari             |
| 2016     | Williams            |
| 2017     | Mercedes            |
| 2018     | Red Bull Racing     |
| 2019     | Red Bull Racing     |
| 2020     | Red Bull Racing     |
| 2021     | Red Bull Racing     |
| 2022     | Red Bull Racing     |
| 2023     | Red Bull Racing     |
| 2024     | Red Bull Racing     |

## Record

### Pit stop più rapidi (Top 10)
| Pos. | Scuderia        | Pilota          | Gara                                  | Tempo |
| ---- | --------------- | --------------- | ------------------------------------- | ----- |
| 1    | McLaren         | Lando Norris    | Gran Premio del Qatar 2023            | 1"80  |
| 2    | Red Bull Racing | Max Verstappen  | Gran Premio del Brasile 2019          | 1"82  |
| 3    | Red Bull Racing | Alexander Albon | Gran Premio del Portogallo 2020       | 1"86  |
| =    | Red Bull Racing | Max Verstappen  | Gran Premio di Russia 2020            | 1"86  |
| 5    | Red Bull Racing | Max Verstappen  | Gran Premio di Germania 2019          | 1"88  |
| =    | Red Bull Racing | Max Verstappen  | Gran Premio d'Ungheria 2021           | 1"88  |
| 7    | Red Bull Racing | Alexander Albon | Gran Premio di Russia 2020            | 1"89  |
| 8    | Red Bull Racing | Max Verstappen  | Gran Premio di Spagna 2020            | 1"90  |
| =    | Red Bull Racing | Alexander Albon | Gran Premio di Sakhir 2020            | 1"90  |
| =    | Red Bull Racing | Max Verstappen  | Gran Premio di Cina 2024              | 1"90  |
| =    | McLaren         | Oscar Piastri   | Gran Premio di Città del Messico 2024 | 1"90  |